# Gonystylus decipiens
Gonystylus decipiens är en tibastväxtart som beskrevs av Airy Shaw. Gonystylus decipiens ingår i släktet Gonystylus och familjen tibastväxter. Inga underarter finns listade i Catalogue of Life.